# Kamala (Vorname)
Kamala ist ein weiblicher Vorname. Die männliche Form ist Kamal.

## Herkunft und Verbreitung
Der Name Kamala ist abgeleitet von Sanskrit कमल kamala, deutsch ‚Lotos‘. Die Lotusblume gilt als ein Symbol für Reinheit, Schönheit und spirituelles Erwachen. In der hinduistischen Mythologie ist es zudem ein Name der Göttin Lakshmi.
Mit der Ausbreitung des Hinduismus und der Migration asiatischer Gemeinschaften wurde der Name von Indien auch in anderen Kulturen und Staaten, insbesondere in Südostasien, übernommen.

## Namensträgerinnen
- Kamala (1912/1913–1929), angeblich von Wölfen aufgezogenes indisches Mädchen, Teil von Kamala und Amala
- Kamala Bahuguna (1923–2001), indische Politikerin und Abgeordnete im Unterhaus des indischen Parlaments
- Kamala Harris (* 1964), US-amerikanische Politikerin (Demokraten)
- Kamala Devi (1933–2010), indisch-britische Schauspielerin
- Yumnam Kamala Devi (* 1992), indische Fußballspielerin
- Kamala Kamesh (* 1952), indische Schauspielerin
- Kamala Kumari Kareddula (* 1947), indische Politikerin, Abgeordnete im Unterhaus des indischen Parlaments
- Kamala Kotnis, indische Schauspielerin
- Kamala Krishnaswamy (* 1940), indische Ernährungswissenschaftlerin
- Kamala Shirin Lakhdhir, US-amerikanische Diplomatin und Botschafterin in Indonesien
- Kamala Lopez (* 1964), US-amerikanische Schauspielerin, Filmproduzentin und Filmregisseurin
- Kamala Markandaya (1924–2004), indisch-britische Schriftstellerin und Journalistin
- Kamala Nehru (1899–1936), indische Unabhängigkeitsaktivistin, Frau des Premierministers Jawaharlal Nehru und Mutter der Premierministerin Indira Gandhi
- Kamala Roka (* 1976), nepalesische Politikerin, Sportministerin und Abgeordnete im Pratinidhi Sabha
- Kamala Saikhom (* 1987), indische Schauspielerin
- Kamala Sohonie (1911–1998), indische Biochemikerin
- Kamala Surayya (1934–2009), indische Dichterin und Autorin

## Sonstige Namensverwendung
Der Name wurde für folgende fiktive Figuren vergeben:
- Kamala, Figur aus dem Roman Siddhartha von Hermann Hesse
- Kamala, Figur in der Folge Eine hoffnungslose Romanze der Science-Fiction-Fernsehserie Raumschiff Enterprise – Das nächste Jahrhundert
- Kamala Khan, Figur aus dem Marvel-Universum
- Kamala Nandiwadal, Hauptfigur in der in the Coming-of-Age-Serie Noch nie in meinem Leben …